# 横空出世
《横空出世》是1999年上映的中国大陆剧情电影，由陈国星执导，李雪健、李幼斌、陈瑾等主演。影片获2000年第20届中国电影金鸡奖最佳故事片奖。

## 剧情
《横空出世》讲述了海归科学家陆光达和其他科研人员在冯石将军的领导下，在茫茫大漠研制出原子弹的故事。
陆光达的原型之一是两弹一星元勋邓稼先，而冯石的原型之一是核试验基地首任司令张蕴钰。

## 演出
- 李雪健 出演 冯石
- 李幼斌 出演 陆光达
- 陈瑾 出演 王茹慧
- 高明 出演 陈志忠
- 滕汝骏 出演 李一凡
- 张勇手 出演 周勋翔
- 刘琳 出演 马兰
- 陶海 出演 高峰
- 董建业 出演 秦连长
- 张国民 出演 保密局长
- 李晓耕 出演 张总
- 王明智 出演 李总
- 刘桐渤 出演 夏世中
- 李胜源 出演 政委
- 张志毅 出演 工兵团长
- 李宗奎 出演 汽车团长
- 陈共青 出演 气象团长
- 张建春 出演 参谋长
- 王小刚 出演 参谋
- 王星涵 出演 陆光达警卫员
- 张佑中 出演 警卫连长
- 魏阳 出演 冯石警卫员
- 王春元 出演 小四川
- 王玉喜 出演 老驼客
- 干丹 出演 老班长
- 史海龙 出演 小战士
- 樊明明 出演 翻译
- 姚荣 出演 翻译
- 瓦西里耶夫·尼古拉 出演 莫拉索夫
- 亚力山大·伊萨耶夫 出演 华西耶夫
- 亚力山大·奥克萨娜 出演 西方女记者

## 上映檔期
北京在1999年12月13日至23日商業上映。據导演陈国星，“北京市场的档期安排上特别遗憾。就周一到周五的5个工作日安排了放映，连双休日都没轮上。很多观众都无从观看这部片子，就草草下了档期”。由於電影院的發行不善，CCTV-6罕有地在八個月後（2000年8月4日）火速於電視台播映該電影，並特此在北京民族文化宫举行「電視首映禮」。至於商業上映前的首映，則在1999年10月17日中国金鸡百花电影节，作為“国产新片展”的开幕影片。
2003年3月，在美國紐約時報策劃下，該電影在美國上映，英文名《Roaring Across the Horizon》。

## 攝製
於新疆罗布泊实地拍摄。2019年導演陳國星在CCTV-1《故事里的中国》訪問裡說當年「总参的领导来探班，他说呢，本来我们这个位置是个敏感地区，天空有这个常规的巡航卫星监测。但是最近这个监测卫星从两颗到达了七八颗。...你们拍摄的这个动静太大了，地面完全像搞核试验。人家以为你们又要重新重启核试验。他说你们能不能发一个正式的消息在国家的报纸上，证明你们在这个地区在拍这样一部故事电影。」類似的「外國衛星」傳言在2000年已有報導。
由北京电影制片厂和中國中央電視台电影频道节目中心联合摄制。总投资为1500万元，其中电影频道投入了700万元。

## 奖项
| 年份 | 奖项                 | 分类             | 提名者       | 是否得奖 | 备注 |
| ---- | -------------------- | ---------------- | ------------ | -------- | ---- |
| 1999 | 第6届中国电影华表奖  | 华表奖优秀男演员 | 李雪健       | 獲獎     |      |
| 1999 | 第6届中国电影华表奖  | 华表奖优秀女演员 | 陈瑾         | 獲獎     |      |
| 2000 | 第20届中国电影金鸡奖 | 金鸡奖最佳故事片 | 《横空出世》 | 獲獎     |      |
| 2000 | 第20届中国电影金鸡奖 | 金鸡奖最佳导演   | 陈国星       | 獲獎     |      |
| 2000 | 第20届中国电影金鸡奖 | 金鸡奖最佳女配角 | 陈瑾         | 獲獎     |      |
| 2000 | 第20届中国电影金鸡奖 | 金鸡奖最佳摄影   | 张黎、池小宁 | 獲獎     |      |
| 2000 | 第20届中国电影金鸡奖 | 金鸡奖最佳录音   | 郑春雨       | 獲獎     |      |
| 2000 | 第20届中国电影金鸡奖 | 金鸡奖最佳美术   | 林潮翔       | 獲獎     |      |
| 2000 | 第5届中国长春电影节  | 最佳华语故事片   | 《横空出世》 | 獲獎     |      |
| 2000 | 第5届中国长春电影节  | 最佳导演         | 陈国星       | 獲獎     |      |
| 2000 | 第5届中国长春电影节  | 最佳男主角       | 李幼斌       | 獲獎     |      |
| 2000 | 第5届中国长春电影节  | 最佳女配角       | 陈瑾         | 獲獎     |      |